# Hyakka Ryōran
Hyakka Ryōran Samurai Gāruzu (百花繚乱 SAMURAI GIRLS) là một sê-ri light novel do Suzuki Akira sáng tác và Niθ minh họa. Một chuyển thể anime 12 tập do Arms sản xuất, phát sóng trên Chiba TV và các kênh khác từ tháng 10 năm 2010 đến tháng 12 năm 2010. Mùa thứ hai có tựa đề Hyakka Ryōran Samurai Buraido (百花繚乱 サムライブライド), được chiếu từ ngày 5 tháng 4 năm 2013. Sê-ri dựa một cách lỏng lẻo vào thời Chiến Quốc và đầu thời Edo ở Nhật Bản, mặc dù bối cảnh được đặt ở hiện tại.